# Ingela Nylund Watz
Signe Ingela Nylund Watz, född 18 mars 1962 i Korpilombolo församling i Norrbottens län, är en svensk politiker (socialdemokrat). Hon är ordinarie riksdagsledamot sedan 2010, invald för Stockholms läns valkrets. Mellan 1999 och april 2010 var hon landstingsråd och gruppledare för Socialdemokraterna i Stockholms läns landsting. Hon var finanslandstingsråd och landstingsstyrelsens ordförande 2002-2006, efter landstingsvalet 2006 ledare för oppositionen.
Under hennes tid som landstingsstyrelsens ordförande genomfördes sammanslagningen av Karolinska sjukhuset och Huddinge universitetssjukhus. Partistyrelseledamot 2001-2009, vice ordförande i Stockholms läns socialdemokratiska partidistrikt 2000-2010.
Nylund Watz engagerade sig tidigt i SSU och började 19 år gammal arbeta som SSU-ombudsman. Hon arbetade sedan som kommunalrådssekreterare i Södertälje, tjänsteman på Telge Bostäder, politiskt sakkunnig i Justitiedepartementet och partiombudsman för Socialdemokraterna.
Nylund Watz var ordförande för Mälardalsrådet 2009-2011. Hon var  ordförande i Telge Bostäder  januari 2010-2018. Sedan 2018 är hon ordförande för Telge Tillväxt AB.
Nylund Watz efterträddes den 1 maj 2010 som landstingsråd av Ilija Batljan.
Sedan valet 2010 är hon ledamot i riksdagen. Under perioden 2010-2014 var hon verksam i Näringsutskottet och hon är sedan 2014 ledamot av Finansutskottet .Ledamot i styrelsen för Riksbankens jubileumsfond sedan 2014 och dess vice ordförande sedan 2018.
Nylund Watz är gift och bor i Södertälje.